# 葆拉·埃斯皮诺萨
葆拉·米拉格罗丝·埃斯皮诺萨·桑切斯（西班牙語：Paola Milagros Espinosa Sánchez，1986年7月31日—），生于南下加利福尼亞州，墨西哥女子跳水运动员。
埃斯皮诺萨参加了2004年雅典奥运会和2008年北京奥运会，获得了北京奥运会双人10米跳台的铜牌，她也是该届奥运会墨西哥代表团的开幕式旗手。埃斯皮诺萨参加了2009年于罗马举行的第13届世界游泳锦标赛，在7月18日获得了女子10米跳台跳水项目的金牌，成绩是428.25分，本次比赛埃斯皮诺萨的指导教练是原北京跳水队的教练马进，这个成绩使墨西哥实现了游泳世锦赛金牌零的突破。